# Maurice Gamelin
Armádní generál (Général d'Armée) Maurice Gustave Gamelin [móris gystáv gamlén] (20. září 1872, Paříž – 18. dubna 1958, Paříž) byl francouzský generál, veterán z první světové války který vešel ve známost neúspěšnou obranou Francie v době jejího napadení Němci na začátku druhé světové války v roce 1940. Mezi lety 1935–1940 byl vrchním velitelem francouzských vojsk. Gamelin patří mezi osoby, které se proslavily jen v malé části života, kdežto zbytek není známý. Jeho jméno je především spojováno s krátkým obdobím od vypuknutí druhé světové války do pádu Francie v květnu 1940. Byl také jedním z původců Operace Pike, plánované akce Spojenců proti sovětským ropným polím v roce 1939, která se neuskutečnila. Jeho vojenská kariéra v době meziválečné zůstává poněkud ve stínu.

## Soukromá podobizna Maurice Gamelina
Jeho matka, Pauline Adèle Uhrich, pocházela z lotrinského městečka Phalsbourgu a byla vnučkou francouzského vojenského velitele Jeana J. A. Uhricha. Gamelinův otec, Zephryn Auguste Joseph Gamelin, byl také vojákem – působil jako armádní inspektor (Contrôle général des armées) a byl zraněn v bitvě u Solferina (1859). Poté během Druhého císařství, za  režimu Napoleona III., udělal zářivou kariéru.
Gamelinova o čtyři roky mladší sestra se jmenovala Marguerite Lucie Aimée Augustine Marie Gamelin (provdaná Lacombe).
Narodil se 20. září 1872 v Paříži na bulváru Saint-Germain v domě číslo 262 naproti budově francouzského Ministerstva obrany. Nejprve chodil do pařížské Collège Stanislas, katolické školy s přísnou výchovou a vojenským duchem. Jedním z jeho učitelů byl Alfred-Henri-Marie Baudrillart, budoucí kardinál, s nímž se přátelil i v pozdějších letech.
Britský spisovatel a historik Guy Chapman napsal ve své knize Why France Collapsed o Gamelinovi toto:
| „ | Malý, podsaditý, mírně pompézní, s nabarvenými vlasy, mohl by být pokládán, nebýt uniformy, za abbého, hezkého abbého... | “ |

 Gamelin měřil 5 stop 4 palce, tedy 162 centimetrů. Dle dobových materiálů to byl klidný člověk a mluvil vždy tichým hlasem. Pokud se nejednalo o slavnostní příležitost, nosil doma obyčejný tmavý oblek. Mimo práci obvykle četl filozofická díla, knihy o folkloru a díla o vojenské a politické historii. Jedním z jeho přátel byl nejvyšší italský vojenský velitel maršál Pietro Badoglio o rok starší než Gamelin.
Někteří historikové vyslovili domněnku, že trpěl syfilidou, což není ničím podloženo, a Gamelin ve svých 74 letech zvládl sepsat své paměti.
Jeho posledním místem pobytu byl byt v domě číslo 55 v ulici Avenue Foch, ulici pojmenované po jiném významném francouzském vojevůdci – maršálu Fochovi.

## Život

### První světová válka a doba před ní

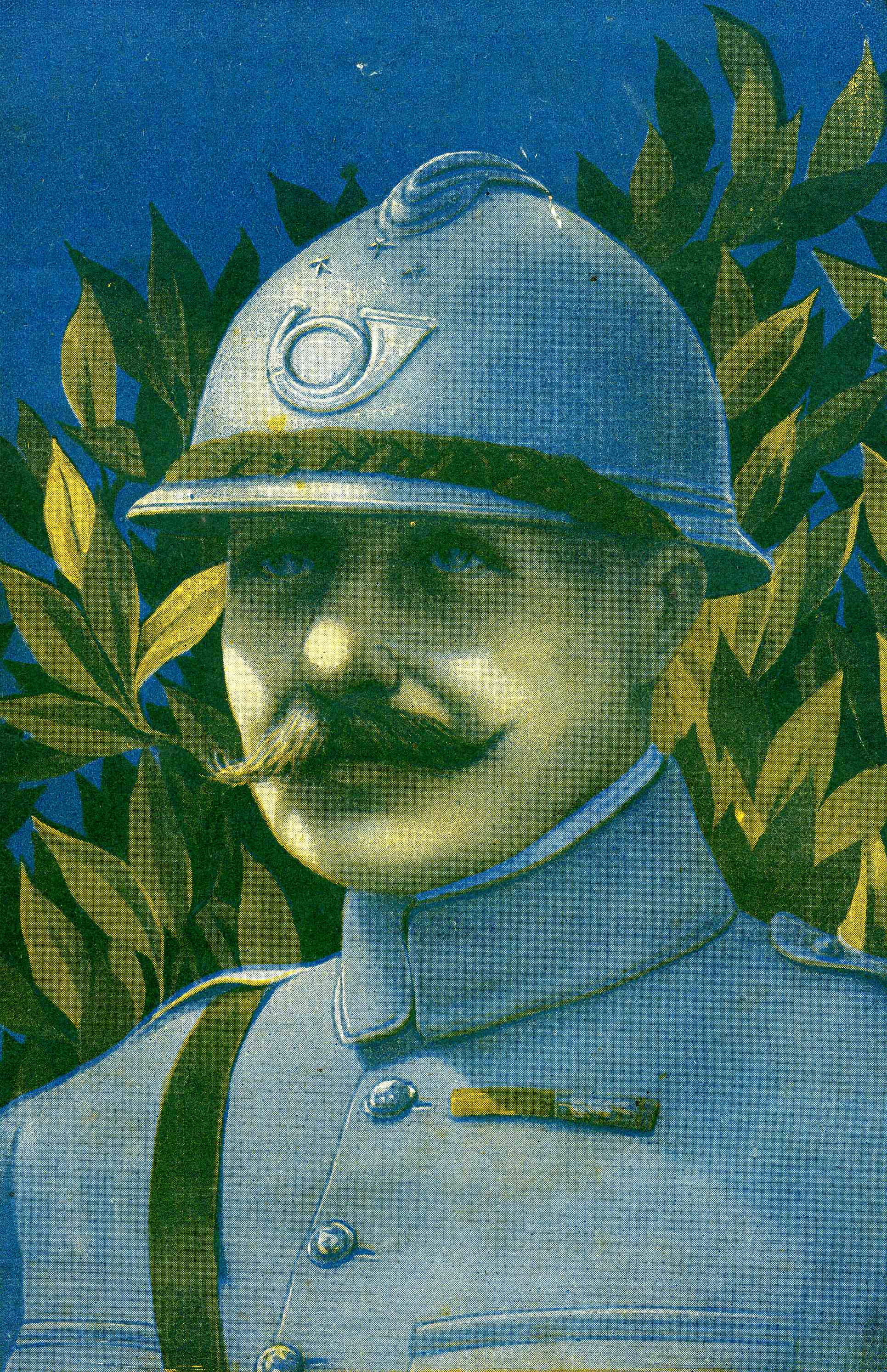
Portrét Gamelina z období první světové války (na hlavě má helmu typu Adrian)

V říjnu 1891 vstoupil do vojenské akademie (École spéciale militaire) v Saint-Cyru, kterou vystudoval v roce 1893 a jako nejlepší student ze 449 žáků ročníku nastoupil do služby k Třetímu pluku alžírských střelců (3e régiment de tirailleurs algériens), poté sloužil topografické brigády v Tunisku, kde využil svůj talent pro kreslení. V roce 1899 se dostal na Válečnou akademii (École supérieure de guerre) jako osmý nejlepší žák při přijímacích zkouškách. Na této škole ho učil pozdější maršál Ferdinand Foch. Tuto školu vyšel v roce 1902 se známkou tres bien, velmi dobře. Byl druhým nejlepším žákem ročníku. V roce 1900 vstoupil do štábu XV. armádního sboru (15e Corps d'Armée), odkud si ho v březnu 1914 vybral do generálního štábu generál Joffre a Gamelin stal se jeho pobočníkem. V roce 1906 vydal Gamelin své první dílo – knihu Filozofické studie o válečném umění (Étude philosophique sur l’Art de la Guerre) a po jejím vydání byl považován za jednoho z nejlepších vojenských teoretiků své doby. Po vstupu Francie do první světové války na začátku srpna 1914 se stal velitelem 3. brigády, s níž se zúčastnil první bitvy na Marně a v prosinci 1916 byl za své zásluhy na válečném poli povýšen do hodnosti brigádního generála (Général de brigade). V červenci 1916 se ještě ve funkci podplukovníka zúčastnil bitvy na Sommě. Ve svých 44 letech byl nejmladším francouzským brigádním generálem. Svým vystupováním si brzy získal velikou popularitu veřejnosti.

### Meziválečné období

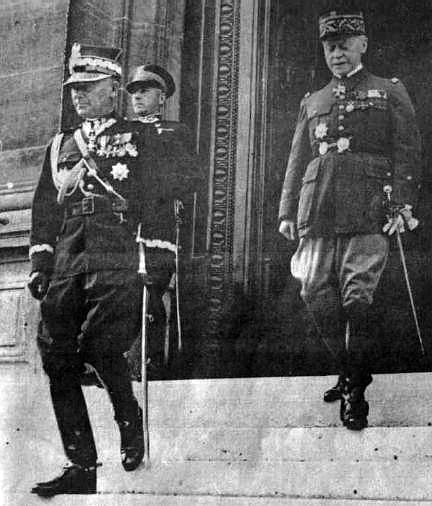
Maurice Gamelin s velitelem polských vojsk Edwardem Rydz-Smiglym v roce 1936

Během polsko-sovětské války v letech 1919–1921 dělal poradce polských vojenských sil. V roce 1920 se zúčastnil vojenské mise poslané do Brazílie, odkud se v roce 1924 vrátil zpět do Francie, a byl převelen na Blízký východ. Tam spolupracoval s divizním generálem (général de division) Mauricem Sarrailem a společně potlačili roku 1927 syrskou revoluci.
20. září 1927 se Gamelin oženil s Eugénií Marchandovou. Z jejich manželství nevzešly žádné děti. Přežila ho o šest let.
Do Francie se vrátil roku 1929 a 19. února téhož roku mu bylo svěřeno velení 20. armádního sboru v Nancy. V roce 1931 začal opět pracovat v generálním štábu. Koncem června 1935 začal jednat spolu se svým dlouholetým přítelem Pietrem Badogliem o sepsání protiněmecké smlouvy, ale k sepsání společné smlouvy z důvodu rozcházejících se názorů nedošlo. Ale přesto francouzské vojenské plány od roku 1934 počítaly s Itálií a středoevropskými státy jako strategickými spojenci. Když začala německá vojska v březnu 1936 okupovat Porýní, požadovali po Gamelinovi francouzský premiér Sarrault a ministr zahraničí Flandin vyhnání německých vojsk zpět za demilitarizovanou zónu. Gamelin však udělal chybu, neboť odmítl zakročit proti německým vojskům s odůvodněním, že Německo má připraveno pro boj 22 divizí. Skutečnost ovšem byla jiná – na válečných stavech byly pouhé tři německé divize. Navíc se později zjistilo, že Němci měli podle rozkazu při jakémkoli odporu ustoupit. Anthony Eden, velký oponent appeasementu, který se později stal britským premiérem toto nezakročení vůči Němcům ve svých pamětech označil za krok apeasementu, kterého nejvíce litoval.
Po dlouhých jednáních s polskou stranou byla 19. května 1939 podepsána polsko-francouzská smlouva, tzv. smlouva Kasprzycki-Gamelin. Na základě této dohody později Francie provedla útok na Sársko – Sárskou ofenzivu. Dva dny po napadení Polska německými vojsky 3. září 1939 na základě spojeneckých smluv vyhlásila Velká Británie s Francií Německu oficiálně válku. Žádné vojenské operace se ale nekonaly – začala podivná válka. Během podivné války se sice nebojovalo, ale generál Gamelin byl 7. září 1939 požádán polským generálním štábem, aby zasáhl aktivněji do konfliktu na základě polsko-francouzské dohody o spojenectví z května 1939. Poslal tedy 15 divizí do Sárska a začala tím jedenáctidenní sárská ofenziva, která skončila obsazením území Sárska mezi Maginotovou a Siegfriedovou linií. V dopise z 10. září 1939 pak generál Gamelin píše polskému maršálu Rydz-Smiglymu:
| „                                                | Více než polovina našich severovýchodních divizí bojuje. Od překročení hranic nám kladli Němci důrazný odpor. Nepodstoupili jsme proto kupředu. Jsme vázáni v poziční válce proti protivníkovi připravenému k obraně a nemám k dispozici ještě všechno nutné dělostřelectvo... Letecká válka je od začátku spojena s operacemi na zemi. Uvědomujeme si, že proti nám stojí značná část německého vojenského letectva. Proto jsem předem splnil svůj slib započít s hlavní částí své armády ofenzívu 15. den po prvním dnu francouzské mobilizace. Nemohu udělat více. | “ |
| — Maurice Gamelin v dopisu Edwardu Rydz-Smiglymu | |   |

 Na začátku druhé světové války byl jedním z otců Operace Pike, plánované letecké bombardovací akce Spojenců proti sovětským ropným vrtům na Kavkaze a v okolí Baku. Ta se však ale nakonec neuskutečnila. Celé dění na západní frontě na jaře 1940 pak Gamelin shrnul větou „Kdo zaútočí, prohraje.“

#### Spolupráce s Československem
Když v období od 28. do 31. ledna 1933 pobýval v Paříži náčelník československého generálního štábu generál Jan Syrový, setkal se tajně 30. ledna na společné schůzce s Gamelinem, generálem Weygandem a generálem Barèsem. Na této schůzce generál Syrový potvrdil, že Československo přijalo francouzský názor, že ohrožení přijde ze strany Německa, nikoli Maďarska, jak se původně československý generální štáb obával. Gamelin se na této schůzce zároveň snažil prosadit případný společný československo-polský postup proti německému Prusku a prosazoval ho i po roce 1934, ve kterém ale byla podepsána polsko-německá smlouva o neútočení. Na základě lednové schůzky vznikl v květnu 1933 dokument o spolupráci československého a francouzského letectva.
V polovině září 1934 probíhalo u Ledče nad Sázavou velké vojenské cvičení. Toho se jako host zúčastnil také Gamelin, který tou dobou pobýval v Československu na oficiální návštěvě, a spolu s generály Syrovým a Krejčím provedl závěrečnou inspekci tohoto cvičení. V průběhu návštěvy zavítali spolu s francouzským generálem Mittelhausserem také do Prahy a navštívili též severomoravské pohraničí, kde začínala výstavba pohraničního opevnění. Oba zde československé straně předali své zkušenosti s výstavbou opevnění, které nabyli při budování Maginotovy linie.
Koncem srpna 1938 byl poslán za Gamelinem československý generál Bohuslav Fiala, který s ním měl domluvit další vzájemnou spolupráci Francie a Československa. Gamelin však jednání s Fialou odmítl a Fiala se tak vrátil zpět s nepořízenou.

### Napadení Francie

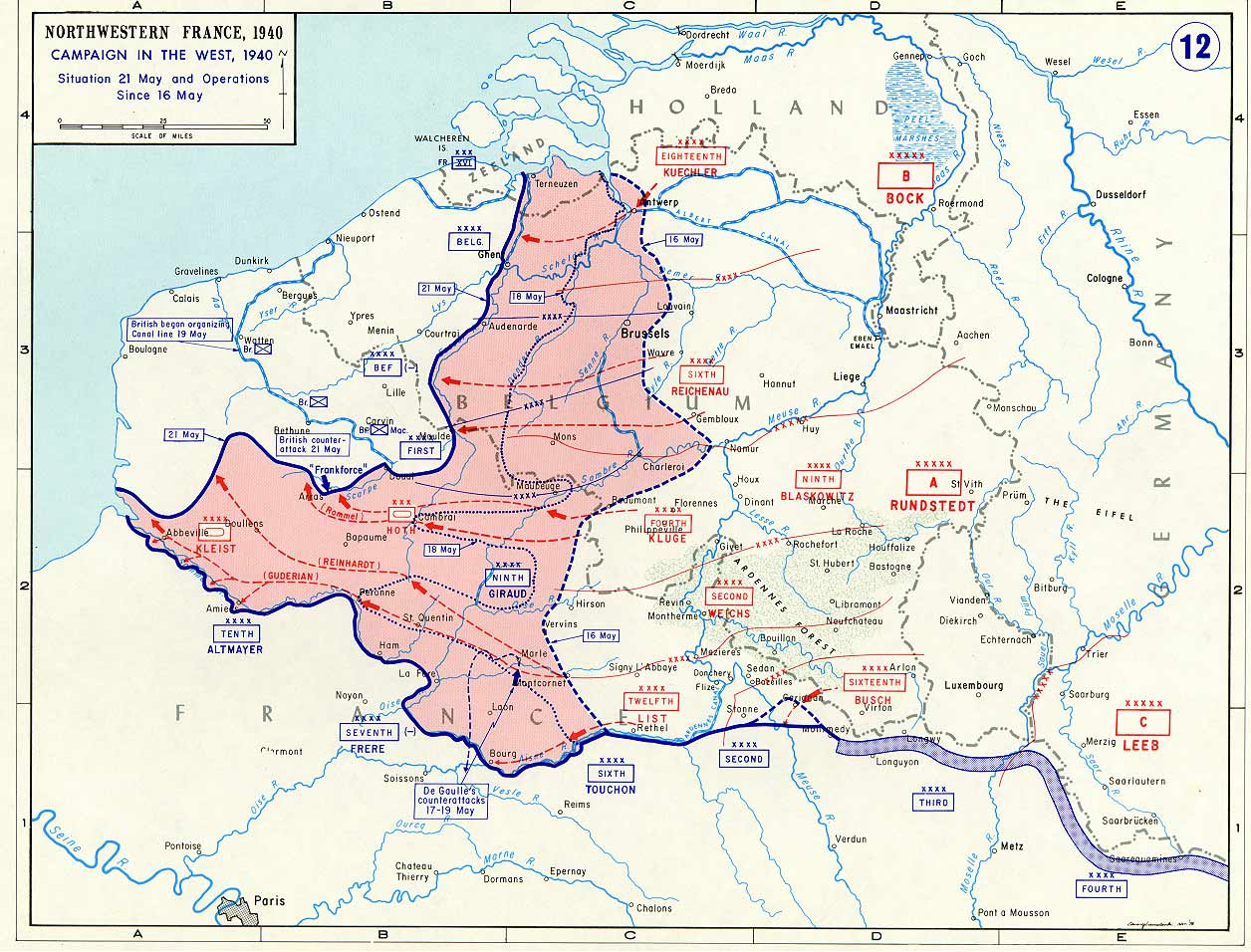
Osudové obklíčení francouzských vojsk, které zapříčinilo Gamelinův pád

I když byl považován za jednoho z nejbystřejších generálů a byl respektován i v nepřátelském Německu, nepodařilo se mu během německého útoku na Francii protivníkovu ofenzivu účinně zastavit. I slavný generál von Manstein, který uštědřil Gamelinovi hořkou porážku, napsal ve svých pamětech nazvaných Ztracená vítězství, že si Gamelina v německém generálském sboru všichni vážili. Gamelinův neúspěch byl zapříčiněn tím, že postup německých vojsk předpokládal přes Belgii, jako se tomu stalo v roce 1914. Tento názor naopak podrobil kritice Charles de Gaulle, tehdy plukovník. Ten chtěl zaútočit jižněji přes Ardeny a útok podpořit tanky. Maurice Gamelin se však nedal přesvědčit a svůj plán postupu do Belgie nezměnil. Veškerá varování, že Němci mohou použít novou taktiku Blitzkriegu, odbýval slovy „Nejsme Poláci, tady se to nemůže stát.“ Jak se ukázalo, chybně, protože Hitler sice nařídil útok nejprve na Nizozemsko a Belgii, ale ve skutečnosti šlo o lest připravenou generály Mansteinem a Guderianem. Těm se podařilo přesvědčit Hitlera, aby zaútočil přes Ardeny, které byly podle expertů z francouzského generálního štábu neprostupné. Tento plán německý führer nakonec schválil 24. února 1940. Mansteinův a Guderianův plán pak počítal s rychlým výpadem severozápadním směrem podél řek Aisny a Sommy až k přístavu Abbeville a obchvatem francouzsko-britských jednotek na území departementů Pas-de-Calais a Nord a v belgických Flandrech. Když pak 10. května 1940 překročila vojska Wehrmachtu nizozemské, lucemburské a belgické hranice, zůstával Gamelin klidný. Během podivné války měl dost času na detailní promyšlení svého plánu a v souladu s ním vyslal tedy na sever Belgie nejlepší francouzské motorizované divize a britský expediční sbor, který měl ve Francii úkol zastavit německou armádu při jejím postupu na západ. Protivníkem se tak nechal obelstít. Spojené britsko-francouzské jednotky pokračovaly až do prostoru západních Flander a poté byly z jihu obklíčeny Němci. Ti přesunuli 2 400 tanků přes zdánlivě neproniknutelné Ardeny i přesto, že francouzský generální štáb o postupu přes ardenský masiv prohlásil:
Tento členitý zalesněný masiv v žádném případě neumožní tankům projet.

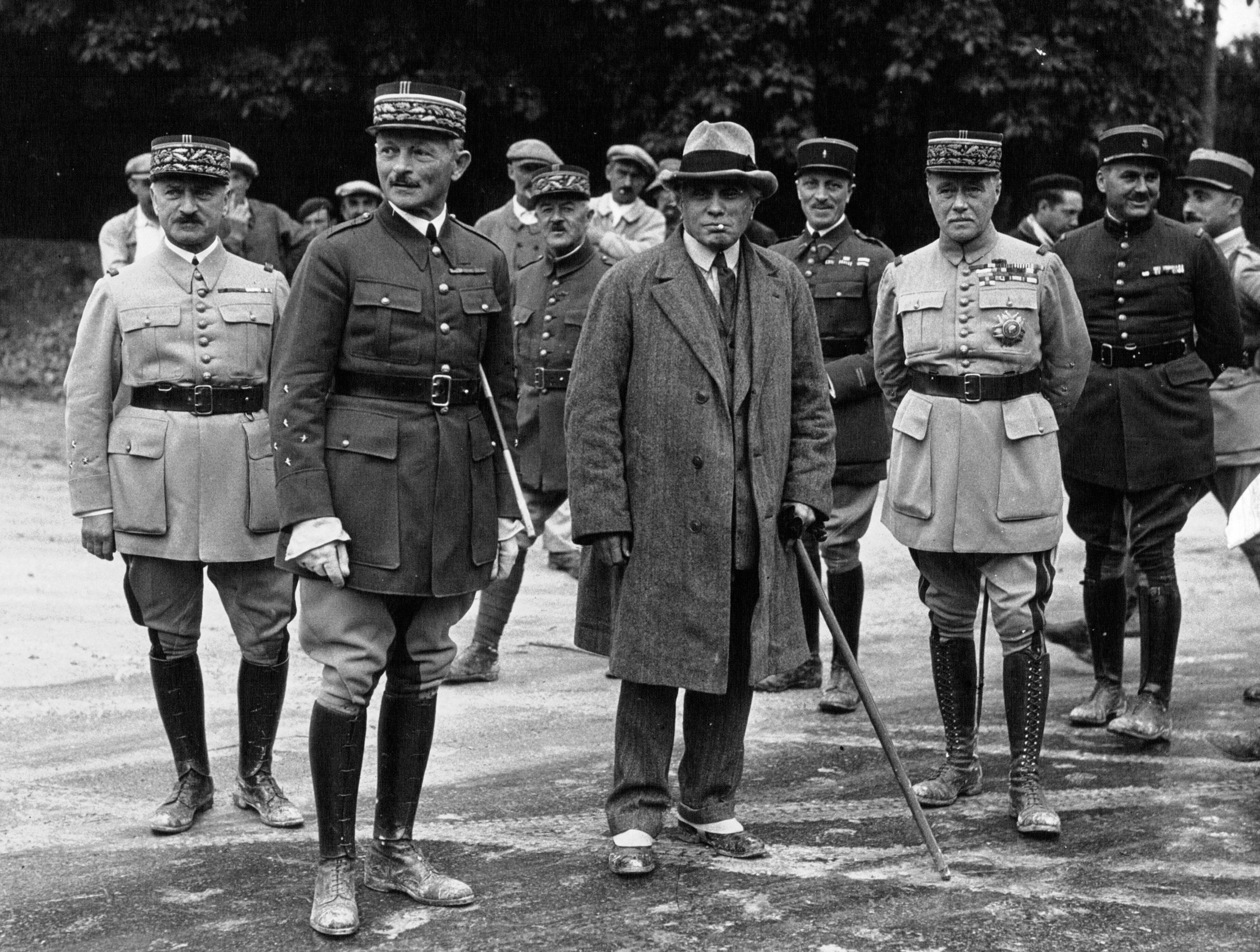
V popředí Maxime Weygand, Joseph Paul-Boncour a Maurice Gamelin v roce 1932

Když se německé armádě podařilo prolomit 15. května francouzskou obranu u města Sedan, začalo se dokonce mezi lidmi proslýchat, že Gamelin spáchal sebevraždu. Sedan byl totiž klíčovým bodem pro obklíčení francouzských vojsk, se kterým počítali generálové Manstein s Guderianem. Jakmile generál Gamelin pochopil, že se jeho vojska mohou ocitnout v obklíčení, nařídil protiútok. Při protiútoku se zvlášť vyznamenal plukovník de Gaulle v čele svých tanků, například v bitvě u Montcornet. Tento střet však vyhráli Němci, především díky své převaze ve vzduchu. De Gaulle se však nevzdal a útočil i poté. Nebylo to však už nic platné. Generál Gamelin byl 19. května 1940 ministerským předsedou Reynaudem odvolán a ve funkci nejvyššího velitele francouzské armády nahrazen generálem Weygandem. Než však Weygand dorazil z libanonského Bejrútu, ocitly se spojenecké armády v obklíčení. Gamelinův poslední rozkaz zněl v tom smyslu, že skupina armád na severu měla zaútočit od Arrasu na Amiens a levé křídlo skupiny střední armády od Amiensu směrem k Arrasu. Tento rozkaz měl prolomit tzv. „ostří srpu“, dlouhé křídlo německých vojsk, kterými byly odříznuty jednotky na severu v oblasti Boulogne–Gent a zničit obklíčení. Gamelin byl společně s dalšími představiteli Třetí republiky (Léon Blum, Édouard Daladier, Paul Reynaud, Georges Mandel, Guy la Chambre, Robert Jacomet) 6. září 1940 zatčen a když byl dne 19. února 1942 v Riomu zahájen tzv. Riomský proces byl společně s nimi obviněn a odsouzen. Po odsouzení byl spolu s Daladierem a Blumem uvězněn v pevnosti Fort du Portalet v Pyrenejích. Po okupaci vichistické Francie v listopadu 1942 byl převezen do koncentračního tábora Buchenwald. Poté byl spolu s dalšími převezen na zámek Itter v Tyrolsku, který osvobodili Američané dne 5. května 1945.

#### Kritika Gamelinova vedení obrany Francie

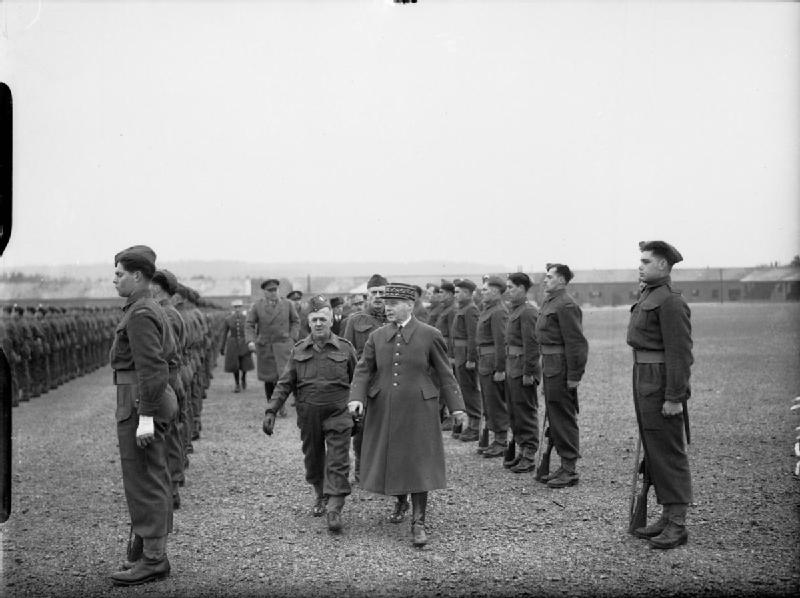
Přehlídka kanadských bojovníků v Aldershotu roku 1940

Jak již bylo řečeno, i když byl považován za jednoho z nejlepších generálů své doby, nedokázala francouzská vojska pod jeho velením odolat německému útoku. Pro objektivitu je ale nutno říci, že význam tankových vojsk docenilo jenom několik generálů. Za strategické chyby dokumentující nekompetentnost generála Gamelina k obraně Francie se považují:
- jeho omezená schopnost vést lidi, organizovat, a obecný nedostatek charismatu. Podřízení mu přezdívali Baudelair, neboť svou obrannou doktrínu popisoval veršem Je hais le mouvement qui déplace les lignes (Nenávidím ten pohyb, který posouvá linie) ze sbírky Květy zla.
- zastaralá koncepce při použití letectva, tanků, motorizovaných jednotek, dělostřelectva a opevnění. Gamelin nebral v úvahu moderní vývoj, nepoučil se z bleskového napadení Polska a zůstával u zkušeností z let 1914–1918, kde tvrdil, že Polsko není Francie (v originále la Pologne n'est pas la France).[28] K dodržování konzervativní doktríny je třeba uvést, že rovněž vláda a většina důstojníků té doby měli obdobný názor.
- výrazně obranná koncepce zabránila Spojencům zasadit rozhodující ránu Německu v září 1939, kdy byla Siegfriedova linie chráněna pouze záložníky, zatímco převážná část Wehrmachtu bojovala v Polsku. Vojenští experti posléze zjistili, že Francouzská armáda měla dobrou šanci na úspěch v případě otevření západní fronty (s ohledem na Siegfriedovu linii) v období podzim/zima 1939. Vláda a generál Gamelin rovněž odmítli použít strategické bombardování německých průmyslových cílů ze strachu z odvetných opatření
- špatná organizace na nejvyšší úrovni armády, která se vyznačovala oslabením odpovědnosti na frontě. V Belgii nebylo zřejmé, kdo vlastně velí spojenecké koalici: byl to generál Billotte, velitel první armádní skupiny, generál George, velitel fronty Sever–Východ, nebo generalissimus sám? Vyslání styčného důstojníka k belgickému králi Leopoldovi III. dne 10. května bylo příliš pozdní na to, aby došlo k účinné koordinaci mezi Belgičany a Spojenci. Belgická vláda od roku 1936 odmítala jakýkoli kontakt mezi štáby belgické a francouzské armády. Zastávala politiku přísné neutrality požadované Leopoldem III. I přes aféru z 10. ledna 1940, kdy Belgičané získali dokumenty vrchního německého velení naznačující, že belgické území bude narušeno německými silami, belgická vláda vytrvale odmítala jakýkoliv styk belgického státu a francouzského velitelství. Francouzské vrchní velení váhalo mezi několika opatřeními (obrana Albertova kanálu, linie Antverpy-Namur, obrana francouzské hranice).[30] Generál Gamelin se obával bitvy v Belgii. Navrhoval od 2. září francouzské vládě zaútočit na Německo přes Belgii a zasáhnout průmyslovou oblast Porúří, kde se koncentroval zásadní německý průmysl. Francouzská vláda tuto možnost odmítla.
- nařízení upřednostňující konzultace s politiky v Paříži a hlavní velitelství umístěné ve Vincennes spíše než přímo na frontě.[37] Tento bod byl ještě umocněn tím, že nejen Gamelin, ale i francouzští generálové nepoužívali rádiové spojení a k předávání rozkazů používali výhradně telefonní spojení nebo kurýry (styčné důstojníky).[37] Rozhodování Francouzů bylo tím pádem pomalejší než Němců, protože generál Guderian se pohyboval přímo v čele svých vojsk.[38][39] Pokud jde o výběr sídla ve Vincennes, je vysvětlen zákonem z roku 1938 o vedení války. Odpovědnost za vedení války nesla vláda. Tento zákon začal být aplikován od 2. září 1939.
- jistá teatrálnost operací, kdy byly Gamelinovi předváděny Ardeny jako neproniknutelná hráz, k velké újmě generála Corapa, velitele 9. francouzské armády v tomto sektoru, který neustále marně hlásil naprostý nedostatek mužů a jejich vybavení na této frontě a její faktickou propustnost.[28] Dokonce i Maginotova linie vyžadovala na údržbu nadměrný počet sil, zatímco měla naopak zajistit velké úspory vojáků.
- Podle britského vojenského historika Petera Younga za neúspěch také mohla naprostá absence masse de manoeuvre – strategických záloh. Jedná se o dobře vyzbrojenou rezervu připravenou zasáhnout kdykoliv na jakékoliv části fronty. O tuto silnou a neustále připravenou rezervu v Německu opíral Gerd von Rundstedt.[40] Jak vzpomíná ve svých pamětech tehdejší britský premiér Winston Churchill, na jeho otázku "Kde jsou strategické zálohy?" (francouzsky: Où est la masse de manoeuvre?) odpověděl generál Gamelin "Žádné nejsou." (francouzsky: Aucune.)[1] A byly to právě tyto strategické zálohy, které zachránily Paříž v první světové válce. (Po válce pak Gamelin tvrdil, že jeho odpověď zněla Již neexistují.[41]) Kvůli absenci takovýchto záložních jednotek musel Gamelin poslat na zpomalení pronikání německých vojsk přes 2. armádu generála Huntzigera a 9. armádu generála Corapa jezdecké jednotky.[30] Jako strategická rezerva měla podle mínění generála Georgese fungovat 7. francouzská armáda generála Girauda, ale Gamelin s Georgesem nesouhlasil a Giraudova armáda byla přesunuta do Belgie.[42]

### Po druhé světové válce
Po skončení druhé světové války odešel do zálohy. Bydlel ve svém bytě v domě číslo 55 na Avenue Foch, kde také v letech 1946–1947 sepsal třídílnou knihu Servir, která obsahovala jeho válečné paměti. Svou vinu na francouzské porážce však do konce života odmítal. Zemřel 18. dubna 1958 ve věku 86 let v pařížské vojenské nemocnici Val de Grâce a byl pohřben na tamějším hřbitově Passy nedaleko od hrobu francouzského ministra obrany generála Huntzigera, který po porážce Francie v roce 1940 podepsal s Němci kapitulaci.

## Vojenská kariéra

### Funkce
- od roku 1904 velel 15. praporu alpských střelců (15e Bataillon de Chasseurs Alpins)[46]
- od 2. listopadu 1911 do 10. prosince 1913 byl velitelem 11. praporu alpských střelců (11e bataillon de chasseurs alpins)[47]
- od 1. listopadu 1914 byl velitelem 2. střelecké brigády (2e brigade de chasseurs)
- od dubna 1917 velel 11. pěší divizi
- 1919 byl jmenován velitelem 30. vojenského okruhu v Nancy
- 1929 byl jmenován velitelem 20. armádního sboru v Nancy
- 1931-1940 byl náčelníkem generálního štábu a nesl tedy značnou část odpovědnosti za neúspěšnou obranu země.
- Vichistický režim ho obvinil ze zrady, soud ho však neodsoudil. Po obsazení zbytku Francie Němci byl internován v Tyrolsku, kde ho 1945 osvobodila britská armáda.

### Hodnosti
- 1. listopad 1914 – Podplukovník
- duben 1916 – Plukovník
- prosinec 1916 – Brigádní generál

### Vyznamenání

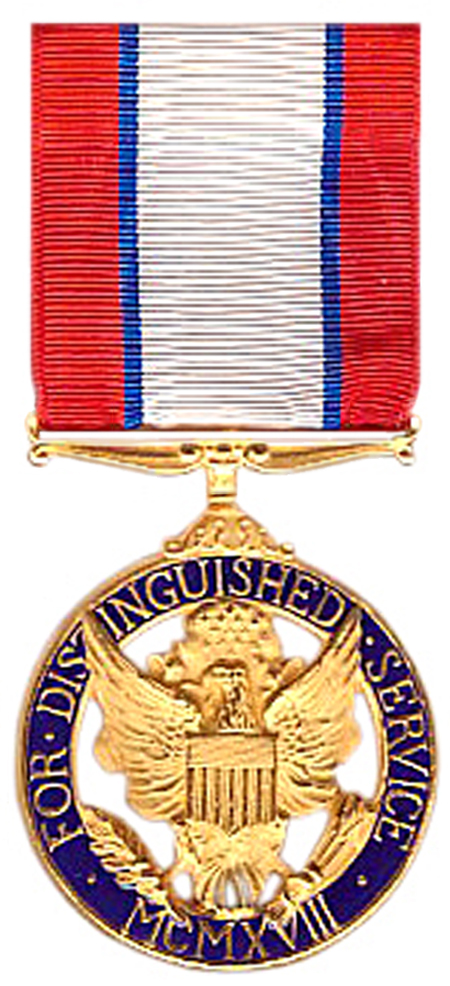
Distinguished Service Medal

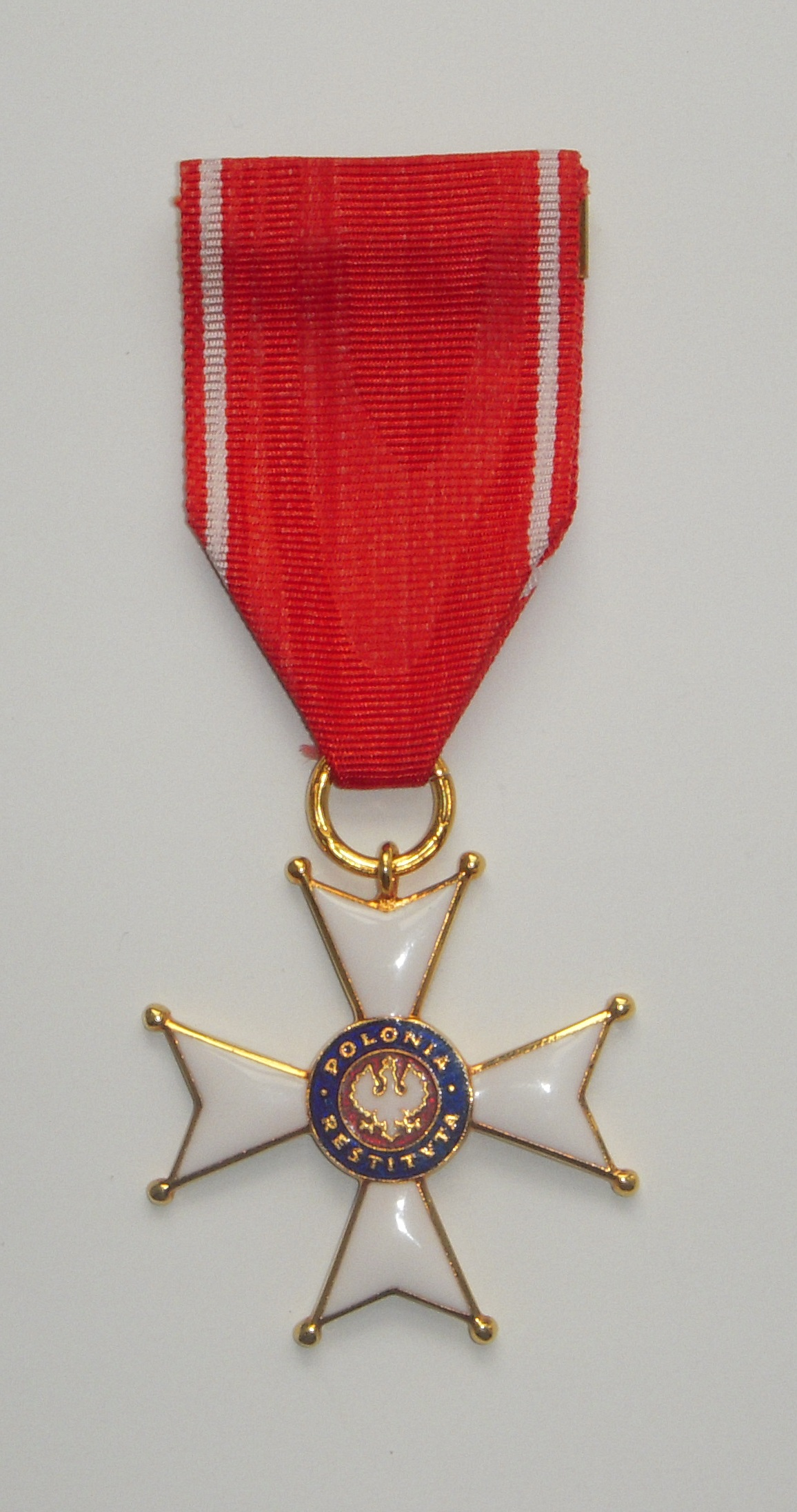
Důstojnický kříž Řádu znovuzrození Polska

- Distinguished Service Medal – Brigádní generál (Général de brigade) Gamelin obdržel Distinguished Service Medal v roce 1920. Toho roku byl již 53. vyznamenaným. Vyznamenání obdržel za výjimečně záslužné a význačné služby a velkou odpovědnost vůči vládě Spojených států během první světové války. Dalším důvodem bylo to, že během první světové války pověřil nemalé množství francouzských důstojníků a poddůstojníků, aby spolupracovali s americkou 32. pěchotní divizí během jejího výcviku od 16. května do 21. července 1918.[48]
- Nositel Velkokříže Řádu čestné legie – Nejvyšší třídu francouzského vyznamenání obdržel 14. července 1932.[8]
- Řád lázně – Velkokříž anglického řádu lázně obdržel Gamelin v roce 1939.[8]
- Královský řád Viktoriin – Rytíř velkokříž tohoto řádu byl Gamelin od roku 1938.[8]
- Řád sv. Michala a sv. Jiří – Řád obdržel v roce 1915.[8]
- Řád Polonia Restituta – V neděli 16. srpna 1936 mu polský prezident Ignacy Mościcki udělil na Královském hradu ve Varšavě Velký kříž Řádu znovuzrození Polska. Po audienci u polského prezidenta navštívil spolu s polským ministrem obrany Tadeuszem Kasprzyckým pěchotní výcvikové středisko v Rembertowě. Téhož dne v 18:20 navštívil za doprovodu náčelníka polského generálního štábu, brigádního generála Wacława Stachiewicze, vedoucího II. oddílu generálního štábu plukovníka Tadeusze Pełczyńskieho, polského vojenského atašé v Paříži Wojciecha Fydy a francouzského vojenského atašé ve Varšavě generála dˈArbonneau.[49]

## Zajímavosti
- V polském filmu Sekret Enigmy o odhalení tajemství německého šifrovacího stroje z roku 1979 se objevila jeho postava, kterou ztvárnil Seweryn Butrym.[50] Jeho postava se objevila i ve filmu Otakara Vávry Dny zrady, kde ji hrál Vladimír Hlavatý.[51]
- Avenue Foch, ve které po skončení války bydlel, nesla do roku 1875 jméno Avenue du Général-Uhrich. Generál Uhrich – muž, po kterém byla pojmenována, byl Gamelinovým dědečkem.[52]

#### Gamelinova díla
- GAMELIN, Maurice. Étude philosophique sur l’art de la guerre. Paříž: Chapelot, 1906. 107 s. (francouzsky)
- GAMELIN, Maurice. Trois étapes de l’avant-guerre. Paříž: Les Œuvres libres, 1921. (francouzsky)
- GAMELIN, Maurice. Instruction sur l'organisation et le fonctionnement de l'aviation sanitaire en temps de guerre. Paříž: Imprimerie nationale, 1932. 9 s. (francouzsky)
- GAMELIN, Maurice. Servir, první díl. Paříž: Plon, 1946. 380 s. (francouzsky)
- GAMELIN, Maurice. Servir, druhý díl. Paříž: Plon, 1946. 479 s. (francouzsky)
- GAMELIN, Maurice. Servir, první díl. Paříž: Plon, 1946. 537 s. (francouzsky)
- GAMELIN, Maurice. Manœuvre et victoire de la Marne. [s.l.]: Bernard Grasset, 1954. (francouzsky)

#### O Gamelinovi
- ALEXANDER, Martin S. The republic in danger. Cambridge: Cambridge University Press, 1992. 573 s. ISBN 978-05-213-7234-3. (anglicky)
- FIDLER, Jiří; FRANKENBERGER, Otakar. Slavní vojevůdci. Ilustrace Jiří Hajný. 1. vyd. Praha: Libri, 1997. 333 s. (Kdo byl kdo). ISBN 80-859-8319-2.
- GAMELIN, Maurice. Servir.... Paříž: Plon, 1946–1947. (francouzsky)
- GÉRAUD, André. Les fossoyeurs. Paříž: Éditions du Sagittaire, 1946. 332 s. (francouzsky)
- JORDAN, Nicole. Maurice Gamelin, Italy and the eastern alliances. In:  Journal of Strategic Studie. [s.l.]: Taylor & Francis, 1991. S. 428–441.
- LE GOYET, Pierre. Le Mystère Gamelin. [s.l.]: Presses de la Cité, 1975. 379 s.
- MCCANN, Frank D. Soldiers of the Pátria. Palo Alto: Stanford University Press, 2003. 608 s. ISBN 978-08-047-3222-2. (anglicky)